# Altamar (libro)
Altamar es el nombre del segundo libro de poemas publicado por el autor ecuatoriano José Rumazo González Moya en 1932. Se caracteriza por continuar con el estilo de Proa pero desarrollar más sus temas principales. Es un libro experimental donde el autor busca la creación de una teoría de la metáfora y la composición de versos que aplica esta teoría con el objetivo de cumplir con los criterios que el verdadero arte vanguardista, a juicio del autor, debería tener.

## Estilo y teoría

### Vanguardia auténtica y falsa
Este libro fue publicado después de que Rumazo González escriba "El nuevo clasicismo en la poesía", donde presentaría su interpretación acerca del arte clásico y su relación con la vanguardia literaria que en ese momento estaba ocurriendo. Ahí distinguiría entre la vanguardia auténtica que se basa en un conocimiento profundo de la tradición y en la búsqueda de nuevas formas de expresión que sean coherentes con el espíritu de la época, y la vanguardia falsa que se reduce a la imitación de modas extranjeras, la provocación gratuita y el rechazo de la tradición sin una alternativa sólida.Con este contexto publicaría su propuesta titulada Altamar, en consonacia con la idea de la poesía como "río interior" y continuando con la temática de su anterior libro Proa.

### Teoría sobre la emoción
Dentro de Altamar, Rumazo González desarrolla una "teoría sobre la emoción" que forma parte del "método" de su obra. A juicio del autor la emoción sirve para la comprensión indirecta de la poesía para lo cual es necesario la "resonancia" es decir la recepción de la poesía por segunda vez, no cuando se capta al inicio sino cuando se lo recuerda. A su juicio, la resonancia se logra pocas veces en estado de pureza en el primer intento ya que normalmente es un reflujo del sentido principal de la información. 
En palabras del autor la resonancia se describe de la siguiente manera:

Es disyunción del tema, disgregación para una nueva creación, aludiendo explicativamente a la estrofa principal y fugándose de ella. Por ese artificio se logra trasplantar el sentido de la imagen, desvelándolo solo en principio y haciéndole también motivo de símbolo. La resonancia es asimismo un comentario, decentra y corea, explica la síntesis con una nueva síntesis, como dos sistemas celulares que se estuvieran codeando.
José Rumazo González

### Fraseología para el arte actual

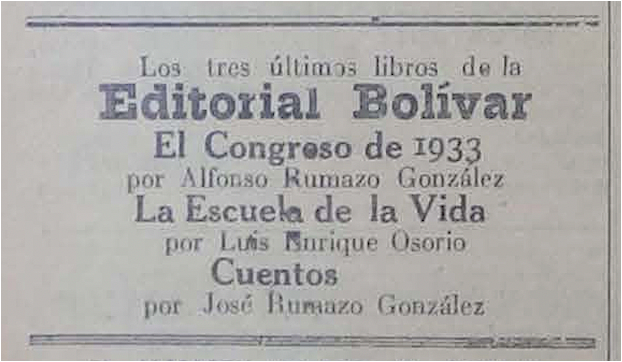
Anuncio de la Editorial Bolívar.

En esta segunda sección desarrolla el conjunto de modos de expresión para el arte de vanguardia donde establece la jerarquía que a su juicio debería tener la obra. En concreto son cinco modos de expresión:
1. Las cosas naturales deberían estar a servicio del espíritu y no a la inversa.
2. Tomar en cuenta el avance del conocimiento científico para evitar la caducidad de los temas tradicionales en la poesía.
3. Mientras que el arte antiguo se enfoca en los atributos de las cosas, el moderno debe enfocarse en las cópulas, es decir el arte la contradicción.
4. La autenticidad tiene como fuente el interior, desde donde se renuevan los recursos literarios mas superficiales (Rumazo Gonzalez los llama cutáneos), como son el color, la sintaxis, los arcaismos y los neologismos.
5. Las proporciones nacen de la perspectiva y la perspectiva a su de dos fuentes: ideas o sentimientos. En las numerosas perspectivas de una misma literatura se encuentra la "unidad en la variedad".

El autor traza las siguientes implicaciones de esto: el método nace de la obra misma, el método artístico no puede basarse en lo que no existe, sino debe imitar.

### Teoría de la anfimetáfora
Su obra cierra con una "teoría final" sobre la anfimetáfora, o también conocido como metáfora desdoblada. Esta describe como a través de la gestación de metáforas se puede presentar una doble imagen en la poesía:
1. imagen real: de transformación o de punto de apoyo
2. imagen deseada: de intensión o tropológica

Esto sucede cuando dentro de un verso, el predicado juega con los dos o más sentidos que por analogía tiene el sustantivo, pasando de una significación, la verdadera a la otra significación, la ilusoria. Sin embargo en el verso ambas son reales. Por ejemplo los "Bajos de escala y bajos donde encallan veleros".

## Estructura
Altamar además de tener una teoría de las emociones inicial y una teoría final con la que cierra su obra, consta de dos elementos importantes:
1. Voces extranjeras que se encuentran al inicio del libro  tienen como fin llevar partes pequeñas de algunos versos en el margen del libro ya que es en esa parte lejos del centro, en lo marginal donde se valora mejor la naturaleza de las cosas. El autor decidió eliminarlas en ediciones posteriores para evitar el "barroquismo".
2. Antepoemas: son escritos anteriores a los versos, a manera de introducción que tienen como fin lograr que el "el espíritu se pare y vean los ojos la llamada". Esta confusión de los sentidos, el ver una llamada sería un tema que se repetiría constantemente en la obra de Rumazo González, especialmente en el libro cuarto de Parusía, el Juicio final.[4]

El libro tiene 206 páginas y está subdividido en nueve secciones que a su vez están compuestas por distintos poemas. A través de cada sección se desarrolla una variedad de temas desde el mundo interior hasta la descripción del mundo.
- Órgano Catedrante
- La Prometida
- La espectación
- Episodio Floral
- Noche, Tortuga Macabra
- Caída
- Despuntando del sueño
- Fuga de aroma
- La sombra
- Episodio Staccato
- Beso en las manos
- La Tortura
- El Barco Hebilla
- Aguacero
- Pesca
- Camino de Oro
- Surtidor
- Aeroplanos
- La Niña Encendida
- A encontrarle
- El Romance que está enfermo
- La Magnolia
- La Salinera
- Muerte de Agua
- Rosa en Blanco
- Noche
- Radiofonía
- Digital Purpúrea
- Los Espigadores
- Órgano Semanal
- Lamentación
- El Clavicordio

## Crítica
Al ser su libro recibido por la crítica, se destacó generalmente la parte teórica del mismo donde el autor sugiere para la lectura leer dos páginas a la vez con la voz mental particular prescrita en cada caso. Se considera que este libro tiene metáforas facetadas que atraen la imaginación. El curso de estas va en muchas direcciones y sus versos tienen tonos ricos que sirven para lograr la resonancia y armonía en todo el texto.Jorge Carrera Andrade destaca de esta obra la teoría final: «Ha adoptado la imagen múltiple en su libro "Altamar" (1932), creando la anfimetáfora, o metáfora desdoblada, luz y reflejo, voz y eco. La ''resonancia" es al poema como la sombra al cuerpo». A su juicio, Rumazo González es con esta obra el mayor representante del gusto por la técnica y de la modalidad neo-culterana. Además sobre la diversidad de temas que van desde un "episodio floral" hasta el "organo semanal" se ven unificadas por un tono espectral que dan testimonio de la afilada vista del poeta.